# Rhathymus rufescens
Rhathymus rufescens är en biart som beskrevs av Heinrich Friese 1920. Rhathymus rufescens ingår i släktet Rhathymus och familjen långtungebin. Inga underarter finns listade i Catalogue of Life.